# Menceyato de Abona
El menceyato de Abona era una de las nueve demarcaciones territoriales en que los guanches tenían dividida la isla de Tenerife, Canarias, en la época de la conquista por parte de la Corona de Castilla, en el siglo xv.

## Toponimia
Término de procedencia guanche, algunos investigadores traducen Abona como 'grandes piedras', por extensión 'canteras'. También aparece con las grafías Abone y Bona.

## Características
Ubicado en el sector sur de Tenerife, ocupaba aproximadamente la extensión de los modernos municipios de Fasnia, Arico, Granadilla de Abona, San Miguel y Vilaflor, así como parte de Arona, siendo el menceyato más extenso con aproximadamente 420 km² de superficie.
Abona limitaba al nordeste con Güímar, al oeste con Adeje y al norte con el bando de Taoro en el área pastoril de cumbres. En referencia a sus límites, los investigadores han sugerido como posible frontera con Güímar el barranco de Herques, el de Tamadaya o el barranco del Río; mientras que para el límite con Adeje proponen el cauce del barranco de La Orchilla, el del barranco del Rey o una línea que, partiendo de Vilaflor, llegara hasta la punta de la Rasca. Por su parte, el área pastoril de alta montaña de Abona comprendía las tierras del extremo suroccidental de la Cordillera Dorsal así como la zona de Las Cañadas al este de los Roques de García y las estribaciones del Teide, y al sur de Montaña Mostaza y Montaña de los Tomillos.
El historiador Juan Bethencourt Alfonso considera que la «capital» del menceyato se ubicaba en torno al moderno núcleo de El Río, en Arico.
Basándose en los hallazgos arqueológicos, los investigadores creen que la población de Abona se localizaba bastante dispersa, estando sometida a un régimen pastoril de trashumancia permanente por todo el territorio. Las mayores concentraciones se situarían en torno a los modernos núcleos urbanos de Fasnia, Granadilla y San Miguel. Asimismo, se ha calculado en 2200 el número aproximado de habitantes para el menceyato en tiempos de la conquista, con una esperanza de vida al nacimiento de unos 30 años.

## Menceyes
Los reyes o menceyes conocidos fueron Atguaxoña, primer mencey de Abona, y Adjoña, que gobernaba durante la conquista.

## Historia
El menceyato surge como tal a finales del siglo xiv tras la división de la isla en nueve bandos a la muerte o vejez del último mencey único de Tenerife, Tinerfe.
En 1464, el mencey de Abona estuvo presente en la simbólica toma de posesión de la isla por Diego García de Herrera.
Durante la conquista castellana de la isla formó parte de los llamados bandos de paces, colaborando con los conquistadores. Abona, junto con los menceyatos de Adeje y Güímar, se había confederado con el gobernador de Gran Canaria Pedro de Vera antes de 1490, ratificando el acuerdo con Alonso Fernández de Lugo en el momento del desembarco de las tropas conquistadoras en 1494.
Tras la rendición de los menceyes en mayo de 1496, los conquistadores llevaron a cabo campañas de pacificación a lo largo de ese verano. Dado que Abona se había convertido en refugio de guanches rebeldes huidos de los bandos de guerra sometidos, Lugo envió al antiguo reino un pequeño grupo armado liderado por Jorge Grimón, flamenco veterano de la conquista de Granada. Estos expedicionarios desembarcaron el 29 de septiembre por la playa de Los Cristianos y, gracias a las espingardas que portaban, pronto redujeron a los guanches que se habían hecho fuertes en la zona conocida como Los Mogotes.
Como bando de paces, los guanches de Abona no podían ser esclavizados, pero en 1497 Alonso Fernández de Lugo hizo llamar a estos con el pretexto de ser bautizados aprovechando la visita del obispo de Canarias Diego de Muros. Sin embargo, una vez convertidos, Lugo tomó a muchos de ellos como prisioneros y los vendió como esclavos. Ante las quejas en la corte por estos y otros abusos contra los bandos de paces, los Reyes Católicos ordenaron la liberación de los guanches de estos bandos, y en julio de 1498 el gobernador de Gran Canaria Lope Sánchez de Valenzuela se traslada a Tenerife para dar cumplimiento a la orden real.